# Kamienica Halickiego w Augustowie
Kamienica Halickiego – zabytkowa kamienica w Augustowie.

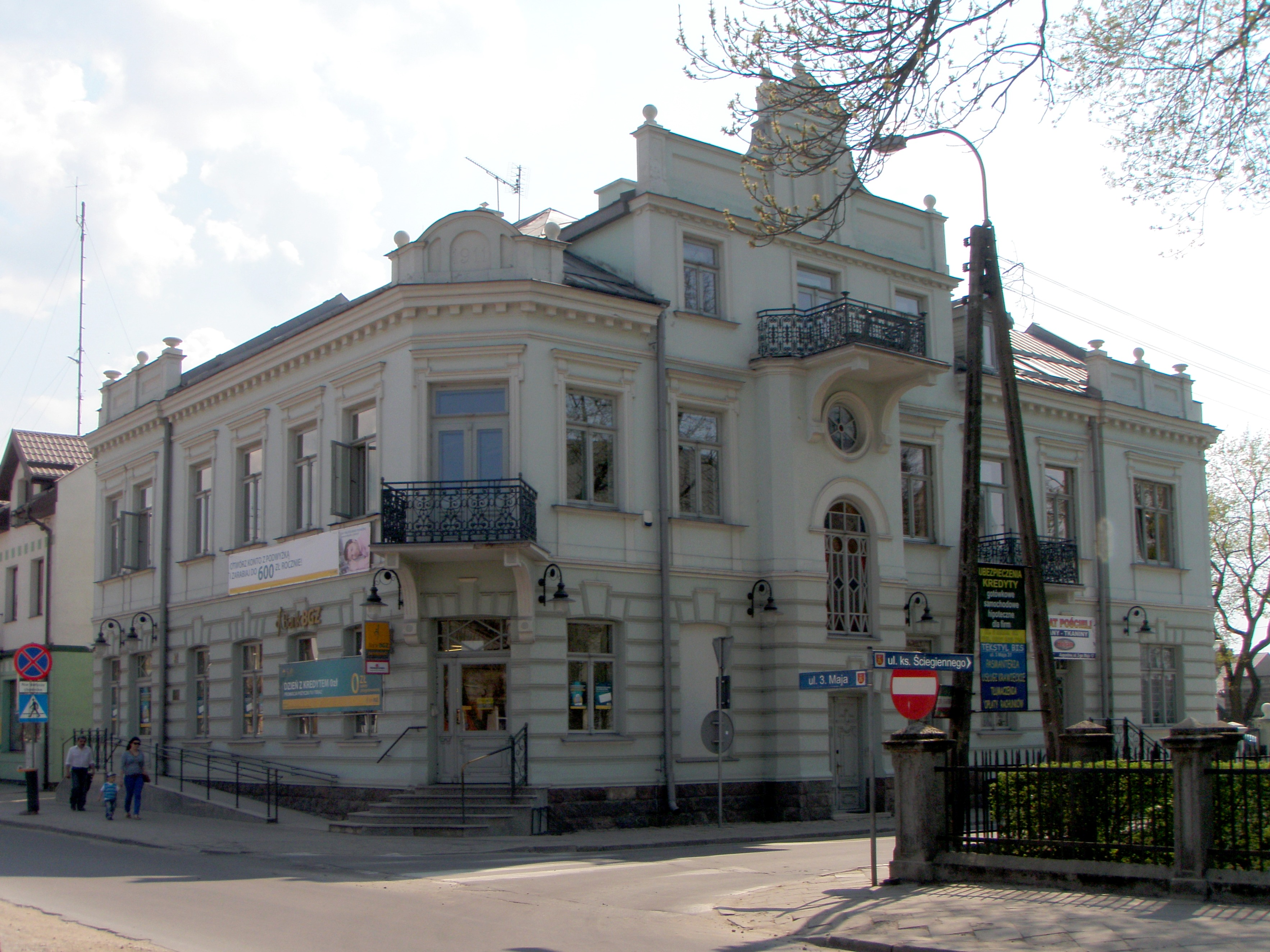
Widok od ul. 3 Maja

Kamienica położona jest w centrum Augustowa przy ul. 3 Maja 12 (skrzyżowanie z ul. ks Ściegiennego) obok Bazyliki Najświętszego Serca Pana Jezusa. Budynek w stylu eklektycznym został zbudowany w 1911 dla lekarza weterynarii Adama Halickiego według projektu inżyniera powiatowego Władysława Ślósarskiego. Do 1939 w kamienicy mieściła się szkoła powszechna, a w czasie okupacji radzieckiej tzw. dziesięciolatka. W latach 20. i 30. XX w. w budynku funkcjonowała też księgarnia Antoniego Krzywińskiego. W latach 1975–1992 w kamienicy siedzibę miało Muzeum Ziemi Augustowskiej. W 1987 obiekt został wpisany do rejestru zabytków.